# Francesco II d'Este
Francesco II d'Este (Modena, 2 gennaio 1660 – Sassuolo, 6 settembre 1694) fu duca di Modena e Reggio dal 1662 al 1694. Era figlio del duca Alfonso IV d'Este e di Laura Martinozzi.

## Biografia

### Infanzia e ascesa
Francesco divenne duca di Modena e Reggio a soli 2 anni, sotto la reggenza della madre Laura Martinozzi; la spodestò nel 1674, a soli 14 anni, su istigazione del cugino Cesare Ignazio.

### Duca di Modena e Reggio

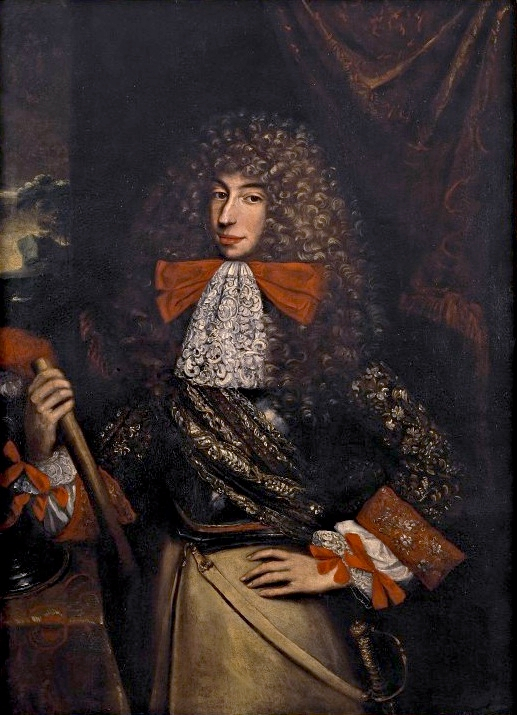
Un ritratto del duca Francesco II di Modena e Reggio del XVII secolo

In un'Europa dove l'Inghilterra era indebolita dalle lotte interne, l'Austria era impegnata con tutte le sue forze contro i Turchi e la Spagna era in piena decadenza, sempre più pesava l'egemonia del Re di Francia, Luigi XIV.
Il Ducato modenese storicamente propendeva per la Francia, ma l'ambizione smisurata di Luigi XIV portò ad umiliare a più riprese il duca e gli altri Stati europei, finché questi, e soprattutto Austria e Piemonte, non gli mossero guerra, e Francesco II, dopo molte esitazioni, decise per la neutralità, pur essendo costretto a subire gli acquartieramenti imperiali.
Francesco II amò intensamente la cultura e soprattutto la musica (fu eccellente suonatore di violino) e diede impulso ed incoraggiamento a molti artisti e alle stamperie musicali, lasciando spesso le incombenze di governo al cugino Ignazio.

### Matrimonio
Nel 1692, dopo avere cercato invano principesse più prestigiose, sposò la cugina Margherita Maria Farnese, principessa di Parma, dalla quale non ebbe figli.

### Morte
La sua salute declinava velocemente (soffriva di gotta e poliartrite) e morì nel 1694 nella reggia di Sassuolo, a soli 34 anni, con al capezzale il sempre fedele cugino Cesare Ignazio ed il futuro Duca, l'allora cardinale Rinaldo.

## Ascendenza
|                            |                     |                              | Genitori                         |  |  | Nonni |  |  | Bisnonni           |  |  | Trisnonni     |  |
|                            |                     |                              |                                  |  |  |       |  |  | Alfonso III d'Este |  |  | Cesare d'Este |  |
|                            |                     |                              |                                  |  |  |       |  |  | Alfonso III d'Este |  |  | Cesare d'Este |  |
|                            |                     | Virginia de' Medici          |                                  |  |  |       |  |  | Alfonso III d'Este |  |  |               |  |
| Francesco I d'Este         |                     |                              |                                  |  |  |       |  |  | Alfonso III d'Este |  |  |               |  |
|                            |                     | Isabella di Savoia           | Carlo Emanuele I di Savoia       |  |  |       |  |  |                    |  |  |               |  |
|                            |                     | Isabella di Savoia           | Carlo Emanuele I di Savoia       |  |  |       |  |  |                    |  |  |               |  |
|                            |                     | Isabella di Savoia           | Caterina Michela d'Asburgo       |  |  |       |  |  |                    |  |  |               |  |
| Alfonso IV d'Este          |                     | Isabella di Savoia           |                                  |  |  |       |  |  |                    |  |  |               |  |
|                            |                     | Ranuccio I Farnese           | Alessandro Farnese               |  |  |       |  |  |                    |  |  |               |  |
|                            |                     | Ranuccio I Farnese           | Alessandro Farnese               |  |  |       |  |  |                    |  |  |               |  |
|                            |                     | Ranuccio I Farnese           | Maria d'Aviz                     |  |  |       |  |  |                    |  |  |               |  |
| Maria Farnese              |                     | Ranuccio I Farnese           |                                  |  |  |       |  |  |                    |  |  |               |  |
|                            |                     | Margherita Aldobrandini      | Giovanni Francesco Aldobrandini  |  |  |       |  |  |                    |  |  |               |  |
|                            |                     | Margherita Aldobrandini      | Giovanni Francesco Aldobrandini  |  |  |       |  |  |                    |  |  |               |  |
|                            |                     | Margherita Aldobrandini      | Olimpia Aldobrandini             |  |  |       |  |  |                    |  |  |               |  |
| Francesco II d'Este        |                     | Margherita Aldobrandini      |                                  |  |  |       |  |  |                    |  |  |               |  |
|                            | Vincenzo Martinozzi | Giovanni Battista Martinozzi |                                  |  |  |       |  |  |                    |  |  |               |  |
|                            | Vincenzo Martinozzi | Giovanni Battista Martinozzi |                                  |  |  |       |  |  |                    |  |  |               |  |
|                            | Vincenzo Martinozzi | Bianca Lanci                 |                                  |  |  |       |  |  |                    |  |  |               |  |
| Girolamo Martinozzi        | Vincenzo Martinozzi |                              |                                  |  |  |       |  |  |                    |  |  |               |  |
|                            |                     | Margherita Marcolini         | Matteo Marcolini                 |  |  |       |  |  |                    |  |  |               |  |
|                            |                     | Margherita Marcolini         | Matteo Marcolini                 |  |  |       |  |  |                    |  |  |               |  |
|                            |                     | Margherita Marcolini         | Tommasa Bertozzi                 |  |  |       |  |  |                    |  |  |               |  |
| Laura Martinozzi           |                     | Margherita Marcolini         |                                  |  |  |       |  |  |                    |  |  |               |  |
|                            |                     | Pietro Mazzarino             | Girolamo Mazzarino               |  |  |       |  |  |                    |  |  |               |  |
|                            |                     | Pietro Mazzarino             | Girolamo Mazzarino               |  |  |       |  |  |                    |  |  |               |  |
|                            |                     | Pietro Mazzarino             | Margherita de Franchis-Passavera |  |  |       |  |  |                    |  |  |               |  |
| Laura Margherita Mazzarino |                     | Pietro Mazzarino             |                                  |  |  |       |  |  |                    |  |  |               |  |
|                            |                     | Ortensia Bufalini            | Giovanni Battista Bufalini       |  |  |       |  |  |                    |  |  |               |  |
|                            |                     | Ortensia Bufalini            | Giovanni Battista Bufalini       |  |  |       |  |  |                    |  |  |               |  |
|                            |                     | Ortensia Bufalini            | Diana Mancini                    |  |  |       |  |  |                    |  |  |               |  |
|                            |                     | Ortensia Bufalini            |                                  |  |  |       |  |  |                    |  |  |               |  |